# Allen Island, Queensland
Allen Island är en ö i Australien. Den ligger i ögruppen South Wellesley Islands i delstaten Queensland, omkring 1 800 kilometer nordväst om delstatshuvudstaden Brisbane. Arean är 10,8 kvadratkilometer. Den sträcker sig 6,2 kilometer i nord-sydlig riktning, och 6,5 kilometer i öst-västlig riktning.